# Simon Kassianides
Simon Mario Kassianides (Londra, 7 agosto 1979) è un attore, sceneggiatore, produttore cinematografico e regista britannico di origini greche.

## Biografia

### Primi anni
Nato a Londra, Regno Unito, dagli imprenditori Mario e Helena Kassianides, entrambi di origini greche, Simon ha un fratello maggiore: il finanziere Photis Kassianides.
Cresciuto nel distretto di Clapham, ha studiato prima al Dulwich College ed in seguito all'Università di Edimburgo; dove per un'intera stagione teatrale ha prodotto il musical Grease a George Square.

### Carriera
Nel 2002, dopo essersi laureato summa cum laude in imprenditoria e finanza, torna a Londra per aiutare la madre ad aprire un Urban Coffee, una rivendita di caffè organico; qui viene avvicinato dal produttore televisivo vincitore del BAFTA Piers Vellacott, che lo sprona a tentare la carriera recitativa. Kassianides frequenta allora un corso alla Central School of Speech and Drama ottenendo poi il ruolo di Pedro nell'opera di Tennessee Williams Night of the Iguana e venendo tanto acclamato dalla critica da fargli ottener un ruolo nella serie televisiva Holby City.
Appare successivamente in diverse produzioni britanniche e statunitensi, quali: Casualty, My Life in Film, Ultimate Force, Spooks, Ashes to Ashes, Hustle - I signori della truffa, Nikita e Burn Notice - Duro a morire; nonché a film come The Edge of Love e Quantum of Solace.
Nel 2010 produce, dirige e interpreta Geezas, film che completa a tempo record restando nel budget prestabilito e che presenta all'Hollywood Film Festival, vincendo il premio come miglior regista; ed al British Independent Film Award dove la pellicola si aggiudica il premio miglior attore (Mark Jackson) e miglior attrice non protagonista (Myia Ingoldsby).
La pellicola vale a Kassianides l'appoggio, nonché l'ingresso come membro e rappresentante, della Michael Cacoyannis Foundation, società di sostegno agli artisti greci fondata dall'omonimo regista. Grazie alla MCF, nell'estate 2014, ha messo in scena Edipo re al Teatro Epidaurus.
A luglio 2014 viene annunciata la sua partecipazione alla seconda stagione di Agents of S.H.I.E.L.D..

## Filmografia

### Attore

#### Cinema
- The Edge of Love, regia di John Maybury (2008)
- Quantum of Solace, regia di Marc Forster (2008)
- Between Two Fires, regia di Agnieszka Lukasiak (2010)
- Nice Tie, Italiano!, regia di Evan Hart - cortometraggio (2010)
- Shit (H)it, regia di Mark Jackson - cortometraggio (2011)
- Geezas, regia di Simon Kassianides e Mark Jackson (2011)
- ”Un principe per mamma”, regia di Ron Oliver (2011)
- The Weight of Water, regia di Edward Bates - cortometraggio (2012)
- Stand By, regia di Nicholas Vedros - cortometraggio (2013)
- Desert Dancer, regia di Richard Raymond (2014)
- Wasted Beauty, regia di Martin Paves - cortometraggio (2014)
- L'amore criminale (Unforgettable), regia di Denise Di Novi (2017)

#### Televisione
- Casualty - serie TV, episodio 18x30 (2004)
- My Life in Film - serie TV, episodio 1x05 (2004)
- Planespotting, regia di Christopher Menaul - film TV (2005)
- Ultimate Force - serie TV, episodio 4x02 (2006)
- Spooks - serie TV, 2 episodi (2006)
- Recovery, regia di Andy De Emmony - film TV (2007)
- Holby City - serie TV, 2 episodi (2007-2009)
- Suburban Shootout - serie TV, episodio 2x01 (2007)
- Ashes to Ashes - serie TV, episodio 1x04 (2008)
- The Passion - miniserie TV, 2 episodi (2008)
- The Fixer - serie TV, episodio 1x03 (2008)
- Love Soup - serie TV, episodio 2x06 (2008)
- Spooks: Code 9 - serie TV, episodio 1x06 (2008)
- Wuthering Heights, regia di Coky Giedroyc - miniserie TV (2009)
- Hustle - I signori della truffa (Hustle) - serie TV, episodio 5x04 (2009)
- Law & Order: UK - serie TV, episodio 2x03 (2009)
- Un principe per mamma (Smooch), regia di Ron Oliver - film TV (2011)
- Burn Notice - Duro a morire (Burn Notice) - serie TV, episodio 5x16 (2011)
- Nikita - serie TV, 2 episodi (2011-2013)
- Covert Affairs - serie TV, episodio 4x05 (2013)
- Agents of S.H.I.E.L.D. - serie TV (2014)
- Zoo - serie TV (2015)
- The Mandalorian – serie TV, episodio 2x03 (2020)

### Doppiatore
- Dragon Trainer 2, regia di Dean DeBlois (2014)
- Scarpette rosse e i sette nani (Red Shoes and the Seven Dwarfs), regia di Sung-ho Hong (2019)

### Regista
- If I Can't Have You - cortometraggio (2010)
- Geezas, co-diretto con Mark Jackson (2011)
- Coxy, It's You - cortometraggio (2014)

## Doppiatori italiani
Nelle versioni in italiano dei suoi lavori, Simon Kassianides è stato doppiato da:
- Vittorio Guerrieri in Burn Notice - Duro a morire
- Guido Di Naccio in Le regole del delitto perfetto

## Premi e riconoscimenti
- Hollywood Film Festival
  - 2012, Miglior regista - Geezas (Vinto)